# Кротел
Кротел (фр. Crotelles) насеље је и општина у централној Француској у региону Центар (регион), у департману Ендр и Лоара која припада префектури Тур.
По подацима из 2005. године у општини је живело 585 становника, а густина насељености је износила 36,8 становника/km². Општина се простире на површини од 15,89 km². Налази се на средњој надморској висини од метара (максималној 152 m, а минималној 95 m).

## Демографија
| 1962. | 1968. | 1975. | 1982. | 1990. | 1999. | 2011. |
| ----- | ----- | ----- | ----- | ----- | ----- | ----- |
| 283   | 286   | 380   | 451   | 460   | 530   | 640   |

График промене броја становника у току последњих година